# Ingeborg Forbregd
Ingeborg Forbregd (5 de marzo de 2003) es una deportista noruega que compite en curling. Ganó una medalla de bronce en el Campeonato Europeo de Curling Femenino de 2023.

## Palmarés internacional
| Campeonato Europeo | Campeonato Europeo     | Campeonato Europeo | Campeonato Europeo |
| Año                | Lugar                  | Medalla            | Prueba             |
| ------------------ | ---------------------- | ------------------ | ------------------ |
| 2023               | Aberdeen (Reino Unido) | Medalla de bronce  | Equipo             |